# Watari Kakei
| Entdeckte Asteroiden: 3                                       | Entdeckte Asteroiden: 3 | Entdeckte Asteroiden: 3 |
| ------------------------------------------------------------- | ----------------------- | ----------------------- |
| Nummer und Name                                               | Entdeckungsdatum        |                         |
| (4094) Aoshima1                                               | 26. August 1987         |                         |
| (5513) Yukio1,2                                               | 27. November 1988       |                         |
| (7574) 1989 WO11,2                                            | 20. November 1989       |                         |
| [1] zusammen mit Minoru Kizawa [2] zusammen mit Takeshi Urata |                         |                         |

Watari Kakei (jap. 掛井 亘, Kakei Watari, * 1947) ist ein japanischer Astronom und Asteroidenentdecker.
Er ist der Entdecker oder Mitentdecker von derzeit drei Asteroiden. Die meisten seiner Entdeckungen machte er zusammen mit Takeshi Urata und Minoru Kizawa am Nihondaira-Observatorium.